# Hexacentrus maximus
Hexacentrus maximus är en insektsart som beskrevs av Heinrich Hugo Karny 1907. Hexacentrus maximus ingår i släktet Hexacentrus och familjen vårtbitare. Inga underarter finns listade i Catalogue of Life.